# Biodesign
O Biodesign é uma prática em que designers colaboram com a natureza, isto é, integram em seu trabalho materiais ou processos advindos de algum organismo vivo. Entende-se como principal característica dessa prática a utilização de organismos vivos ou resíduos orgânicos industriais e domésticos em produtos com viés ecológico. Por vezes, os organismos servem como produtores dos materiais utilizados como base para o desenvolvimento de um produto. Dessa forma, esta estratégia alia biologia e design, incluindo no design também a arquitetura. 
O Biodesign vem ganhando cada vez mais espaço dentre os designers e arquitetos. Há uma conscientização a respeito da necessidade de adoção de técnicas ecológicas na produção em prol da preservação ambiental e de todos os benefícios alcançados no desempenho dos produtos em si.

## Origens do Biodesign
Embora o Biodesign pareça ser uma técnica recente, com o termo cunhado em 2012 por Myers , de uma maneira ampliada o Biodesign relaciona-se à técnicas ancestrais de refinamento de espécies . Antes do surgimento do Biodesign, a relação do design com a natureza já existia e esteve presente em diferentes momentos históricos:
Durante o Renascimento, o vínculo do ser humano com a natureza teve uma abordagem e observação de forma mais precisa. Um período marcado por grandes descobertas científicas e por significativos avanços na humanidade. Leonardo da Vinci, um grande entusiasta da época, empregou muitas de suas análises em projetos de arquitetura e desenvolvimento de produtos.

No final do século XIX surge o Art Nouveau, com manifestações artísticas e projetuais, em que a natureza estava fortemente presente nas composições. Utilizavam-se as formas naturais como inspiração formal, método que foi viabilizado graças ao progressivo desenvolvimento da indústria como um todo, que possibilitou a utilização de novas matérias-primas. Dentre outros, destacaram-se nesse período, tanto no design quanto na arquitetura, as figuras de Gustav Klimt e Antoni Gaudí.
"A replicação de formas da natureza no design de produtos e estruturas acontece há anos e marcou o século XIX, principalmente com o Art Nouveau. Essa abordagem do design regido pela forma faz referência à natureza utilizada como efeito metafórico, simbólico ou decorativo."
Já em 1950, a informatização representou um salto que alterou significativamente as esferas sociais e industriais. Desencadeiam-se inovadores meios de produção e técnicas projetuais, que reduziram custos relacionados à ferramentas e processos de fabricação. Além de fomentar a valorização do trabalho do profissional de designer, devido à demanda por mão-de-obra qualificada nas diferentes etapas de projeto. Uma dessas técnicas desenvolvidas foi a Biomimética, que obteve um aprofundamento em seus estudos em virtude do avanço da informatização.
Só com acesso às novas tecnologias podemos aplicar, de maneira mais eficaz, conceitos como a Biônica e a Biomimética. 
Atualmente o campo da biologia tem realizado descobertas inéditas em áreas como a biogenética, a microbiologia e principalmente a biotecnologia. Dessa maneira, vemos como esses estudos ganharam força ao longo da história e principalmente desde o século passado, sendo hoje essas relações entre o ser humano, a natureza e a tecnologia as bases que, entrelaçadas, orientam e principiam o Biodesign.

## Biodesign, Biomimética e Biônica
Por meio da informatização e a crescente conscientização acerca das questões ligadas à sustentabilidade, que ocorreu a partir da segunda metade do século XX, surgem termos que correlacionam o Design, a natureza e a tecnologia. Biônica, Biodesign e Biomimética são facilmente confundíveis entre si, por suas origens, conceitos, métodos e bases de investigação serem semelhantes.
A Biomimética é uma abordagem interdisciplinar que estuda os modelos da natureza e os imitam, inspira-se neles e/ou em seus processos para resolver problemas e realizar projetos. Apesar da sua nomenclatura vir da combinação das palavras gregas bios, que significa vida, e mimesis, que significa imitação, seu propósito vai para além de uma simples reprodução da natureza. Aprende-se com ela através de uma investigação precisa e categórica de seus elementos e introduz seus conceitos na produção de produtos. Apresenta um caráter fundamentalmente ecológico, que busca solucionar problemáticas cotidianas do ser humano de forma sustentável, prezando uma convivência harmônica com o meio ambiente.
A Biônica, muito semelhante à Biomimética, estuda os princípios básicos da natureza para aplicação em soluções tecnológicas, que combinam a biologia com diversas outras áreas. Porém, a Biônica possui como áreas das ciências determinantes para sua investigação, seu desenvolvimento e sua implementação de soluções, a biologia junto com a engenharia.
De maneira distinta, o Biodesign caracteriza-se por uma maior utilização de organismos vivos nos processos, e não só a inspiração nestes, como fazem a Biomimética e a Biônica. O Biodesign vai além da Biomimética porque integra a natureza "dissolvendo as fronteiras entre os ambientes naturais e construídos e sintetizando novas tipologias híbridas". .

## O Biodesign no mundo
Desde a década de 1970, muitas empresas, designers e arquitetos vêm adotando a técnica, de diferentes maneiras, como forma projetual. Alguns dos nomes existentes no campo do Biodesign são:

### Luigi Colani
Através de formas orgânicas influenciou profissionais das décadas seguintes, projetando modelos aerodinâmicos dentro do automobilismo, da aeronáutica e até aeroespaciais. Atuou em diversas empresas como Canon, Alfa-Romeo, Volkswagen, Japan Airlines, NASA, dentre outras. Muitas de suas obras permaneceram apenas como protótipos de criações como o Vehicle Cx 019, cuja forma foi inspirada por peixes-dragão e o Ekroplano Leda, “navio voador” em forma de cisne com asas abertas.

### Alice Potts
Designer britânica com uma percepção ampliada acerca do Design de moda, é desenvolvedora de acessórios adornados com cristais feitos com o suor do corpo humano. Após observar as "linhas brancas" — formadas por minúsculos cristais de sal que o suor deixado nas roupas de academia das pessoas — Alice percebeu que poderia explorar essa matéria-prima, utilizando-a em suas criações. 
Usando a biologia, cada país será capaz de materializar os designs com os materiais disponíveis no seu entorno. 

### Neri Oxman
Arquiteta israelense, trabalha com biocompostos e materiais como a pectina da casca da maçã, corais e a seda do bicho da seda. Estuda suas estruturas e desenvolve uma matéria-prima artificial, biodegradável e não poluente. Essa matéria é colocada em uma impressora 3D, onde são construídas enormes estruturas, que vão desde instalações artísticas até abrigos de grande porte.

### Andrea Bandoni
Designer brasileira, educadora e pesquisadora em Biodesign. Em 2012 realizou o projeto "Objetos da Floresta" - uma expedição de design na Amazônia com publicação gratuita. Trabalhou na Aalto University (Finlândia) como coordenadora interdisciplinar na área do design, onde conheceu o projeto ChemArts e familiarizou-se com as possibilidades do Biodesign.  Em 2021 inicia seu doutorado com tema Biodesign + Amazônia e em 2022 realiza o projeto "Cuia Colab", que fez parte do programa Inova Amazônia Pará . Junto com sua equipe, modificou a forma de cuias (frutos da árvore Crescentia cujete presente na Amazônia) utilizando diversos moldes no fruto em crescimento. Isso foi possível após pesquisas históricas sobre a cuia e a observação das artesãs de cuia de Santarém . Andrea relacionou uma técnica indígena antiga de moldar os frutos, descrita no século XVIII, à técnica recente do Biodesign chamada "crescer design" ("Growing Design" ou "Biofabricaton").

### Gabriela Forman
Designer multidisciplinar portuguesa, pesquisadora e professora na Universidade de Lisboa. Desenvolve biomateriais e biocompósitos a partir de desperdício e processos vários como a utilização de microorganismos, sendo em Portugal umas das pioneiras da área da biotecnologia aplicada às áreas criativas.  Se interessa ainda por estratégias pedagógicas em torno do ensino de Biodesign e as facetas da (Bio)economia Circular. 

### Suzanne Lee
A norte-americana, designer de moda e pesquisadora na área, trabalha com cientistas para produzir organismos otimizados para o cultivo de futuros produtos de consumo. Sua principal atividade é criar roupas e acessórios à partir da biocultura, por meio de celulose bacteriana.

### Jihee Moon e Hyein Hailey Choi
Com interesse voltado à utilização de "materiais naturais, novos ou negligenciados", as designers sul-coreanas, são desenvolvedoras da Sea Stone (Pedra do Mar, em português). Um material feito de conchas marinhas (descartadas pela indústria alimentícia), com propriedades físicas semelhantes às do plástico.

### Tomas Libertiny
O designer eslovaco trabalha com artes plásticas e cria peças literalmente feitas por abelhas. O artista gera um molde, onde cultiva abelhas por um determinado período de tempo e estas geram uma estrutura modular (favo de mel), com sua cera dentro do molde. Cada objeto é único, já que variam em cor e cheiro dependendo das flores usadas como fonte de alimentação pelos animais.

### Carlos Ozeko
O brasileiro que é arquiteto e consultor em estratégia e business intelligence, afirma que o Biodesign não é uma tendência, e sim um movimento contínuo e crescente de ressignificação de elementos e produtos. Ozeko acredita que o Biodesign é uma técnica acessível, barata e fácil de produzir, e busca sempre aplicá-la, tanto em seus projetos arquitetônicos, quanto em seus designs de produto.

### Empresas
Além dos profissionais de design e/ou arquitetura, muitas empresas também aplicam o Biodesign em seus produtos e serviços, como por exemplo:

#### Osklen
A Osklen é a marca brasileira pioneira no recebimento do prêmio da GCC (Green Carpet Challenge) Brandmark, que certifica a excelência sustentável. Conjuntamente ao Instituto-E, a empresa utiliza a pele do peixe Pirarucu (descartada após consumo do animal) para fabricar diversos produtos como bolsas e acessórios. Além disso, durante o processo de fabricação do biomaterial, várias famílias ribeirinhas são beneficiadas tanto pela pesca, quanto pelos benefícios da geração de emprego e renda.

#### Reebok
Em 2019 a marca norte-americana lançou o tênis biodegradável Cotton + Corn. O modelo é confeccionado em tecido 100% algodão, sendo o solado produzido a partir do milho e a palmilha contendo óleo de mamona na composição. Além disso, a própria embalagem do produto é inteiramente reciclável.

#### Shell Works
A equipe de trabalho multidisciplinar da empresa anglo-holandesa de petróleo e gás, Shell, desenvolveu um biomaterial denominado Vivome. Esse biomaterial é feito a partir da extração de um biopolímero chamado quitina, proveniente dos resíduos de frutos do mar, como conchas e cascas de lagostas. O Vivome é utilizado em embalagens e foi projetado para se degradar totalmente em qualquer ambiente natural entre quatro e seis semanas após descartado, ainda fertilizando o solo onde se encontrar.

#### Adidas
A multinacional alemã investe consideravelmente em produtos de Biodesign. Como por exemplo, através da produção de tênis de corrida de alta performance feitos de plásticos, retirados dos oceanos, e de camisetas de material reciclado, como as utilizadas pelos jogadores de futebol, de clubes como o Bayern de Munique, da Alemanha. Além disso, a empresa foi pioneira na confecção do primeiro tênis feito com Biosteel, fibra de alta performance completamente natural e biodegradável.